# Semi-vegetarisme
Semi-vegetarisme is een term voor allerlei voedingswijzen die neigen naar het vegetarisme, maar vlees deels toelaten.

## Redenen

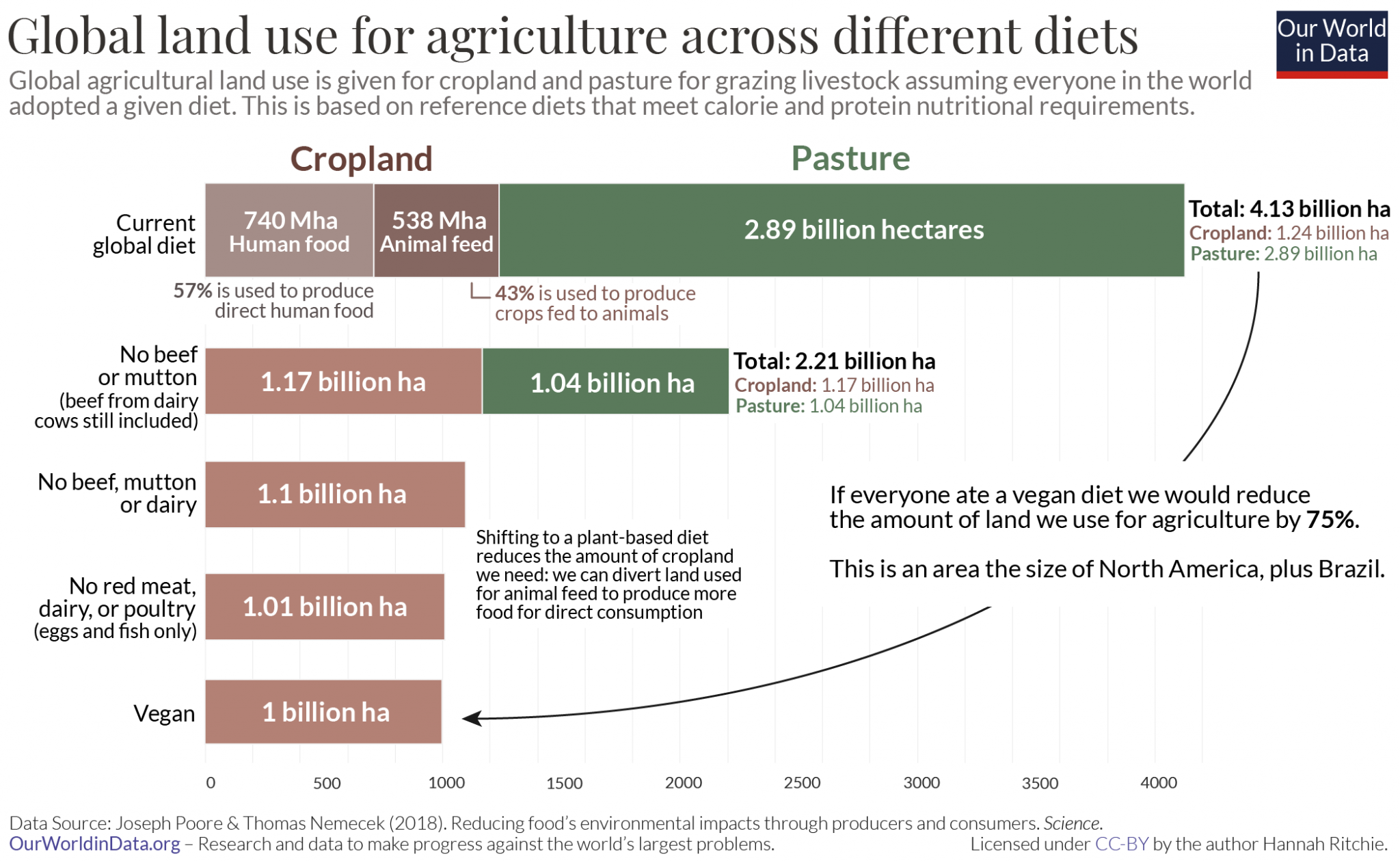
De hoeveelheid landbouwgrond die wereldwijd nodig is, zou met bijna de helft worden verminderd als er geen rundvlees of schapenvlees zou worden gegeten (andere soorten vlees wel toegestaan).

Als reden om het gebruik van dieren in de voedselvoorziening te verminderen worden vooral genoemd het verminderen van dierenleed, het tegengaan van het overspringen van ziektes naar de mens (zoönotische pandemieën) en het tegengaan van klimaatverandering. Daarnaast wordt ook het voorkomen van voedseltekorten en het recht van dieren om niet als voedsel gebruikt te worden, genoemd.

## Impact
In 2014 publiceerde de werkgroep 'reactieve stikstof' van de Europese economische commissie van de Verenigde Naties het ENA-rapport. Hierin concludeerde zij dat als alle Europeanen de demitarische oplossing omarmen en het aandeel dierlijke producten in hun dieet halveren, dat de Europese uitstoot van stikstof met 40% en broeikasgassen met 25 tot 40% zal doen afnemen. In 2019 stelde een internationale groep van 37 wetenschappers dat als de hele wereldbevolking een flexitarisch voedingspatroon zou volgen dat, in vergelijking met het huidige westerse voedingspatroon, "levens zou redden, 10 miljard mensen zou voeden en alles zonder catastrofale schade toe te brengen aan de planeet."

## Varianten
|                         | Dieren | Vogels | Vissen | Eieren | Moedermelk (andere diersoorten) |
| ----------------------- | ------ | ------ | ------ | ------ | ------------------------------- |
| Plantaardig dieet       | nee    | nee    | nee    | nee    | nee                             |
| Lacto-vegetarisme       | nee    | nee    | nee    | nee    | ja                              |
| Ovo-vegetarisme         | nee    | nee    | nee    | ja     | nee                             |
| (Lacto-ovo-)vegetarisme | nee    | nee    | nee    | ja     | ja                              |
| Pescotarisme            | nee    | nee    | ja     | ja     | ja                              |
| Pollotarisme            | nee    | ja     | nee    | ja     | ja                              |
| Pesco-pollotarisme      | nee    | ja     | ja     | ja     | ja                              |
| Carnisme                | ja     | ja     | ja     | ja     | ja                              |

Er bestaan verschillende semi-vegetarische voedingswijzen die de inname van spierweefsel verminderen, met uiteenlopende strategieën: 
- Flexitarisme: bewuste keuze om sommige dagen geen spierweefsel te consumeren.
- Pescotarisme: bewuste keuze om geen landdieren te consumeren, maar wel waterdieren (zoals vissen).
- Pollotarisme : bewuste keuze om geen dieren te consumeren, met uitzondering van vogels.
- Pesco-pollotarisme: bewuste keuze om geen landdieren te consumeren, maar wel vogels en zeedieren.
- Demitarisme: bewuste halvering van de inname van dierlijke producten dan gebruikelijk is voor de persoon.
- Macrobiotisch dieet: een plantaardig dieet waarbij soms zeedieren worden geconsumeerd.

#### Demitarisme
Demitarisme is een bewuste keuze om de helft van de gebruikelijke consumptie van vlees te vervangen door groenten of gezonde vleesvervangers. De term is een porte-manteau van 'demi-', uit het Latijnse 'dimedius' dat 'half' betekent, en '-tarisme' van 'vegetarisme'. Het neologisme werd in oktober 2009 bedacht tijdens een workshop in het Franse Barsac. De deelnemers ontwikkelden daar vanuit bezorgdheid om het milieu de "Barsac-verklaring", waarin ze verwijzen naar de gevolgen van de massale veeteelt voor de stikstofkringloop en bijgevolg voor lucht, water, klimaat en biodiversiteit. Bovendien wordt een te hoge vleesconsumptie in verband gebracht met gezondheidsproblemen.